# Jan Fryderyk Heurich
Jan Fryderyk Heurich (auch Jan Heurich der Jüngere genannt, poln.: Jan Heurich młodszy; * 16. Juli 1873 in Warschau; † 11. Dezember 1925 ebenda) war ein polnischer Architekt, der vorwiegend in Warschau wirkte. Von 1920 bis 1921 war er polnischer Kulturminister.

## Leben
Heurich war ein Sohn des Architekten Jan Kacper Heurich (der deshalb auch Jan Heurich der Ältere genannt wird). Im Jahr 1889 schloss an der Realschule W. Górski in Warschau ab und trat im selben Jahr in das II. Kadettencorps in St. Petersburg ein. Ab 1890 besuchte er die Petersburger Akademie der schönen Künste. Mithilfe eines staatlichen Stipendiums bereiste er anschließend Westeuropa.
Im Herbst 1900 nahm Heurich dann in Warschau seinen Wohnsitz. Von 1900 bis 1903 lehrte er an verschiedenen Warschauer Schulen (Architekturschule, Technische Schule “Wawelberg und Rotwand” und Freie Polnische Hochschule). Heurich war einer der Wiederbegründer der Schule der Schönen Künste Warschau und von 1913 bis 1918 als Vorsitzender der Architektur-Kommission (Koło Architektów) des Warschauer Verbandes der Techniker (Warszawskie Stowarzyszenie Techników) tätig. Während des Ersten Weltkrieges war er im Zentralen Bürgerkomitee (Centralny Komitet Obywatelski), dem Zentralen Fürsorgerat (Rada Główna Opiekuńcza) und dem Stadtrat (Rada Miejska) aktiv.
Heurich war Direktor des Nationalen Wiederaufbaukomitees (Komitet Odbudowy Kraju) des Provisorischen Staatsrates (Tymczasowa Rada Stanu) und Mitglied der Gesellschaft zur Förderung der Schönen Künste (Towarzystwo Zachęty Sztuk Pięknych). 1915 war er Initiator zur Einrichtung einer Architekturfakultät an der Technischen Universität Warschau. Ab 1919 diente er als Staatssekretär und von 1920 bis 1921 war er Chef des Ministeriums für Kultur und Kunst (Ministerstwo Kultury i Sztuki).
Im Jahr 1925 gehörte Heurich neben anderen prominenten Architekten (Karol Jankowski, Juliusz Kłos, Zdzisław Mączeński und Tadeusz Stryjeński) zum Gründungskomitee der Fachzeitschrift "Architektura i Budownictwo".
Heurich wurde auf dem evangelisch-augsburgischen Friedhof in Warschau beigesetzt.

## Bauten (Auswahl)
Heurich war ein Vertreter des Baustils des Historismus sowie der frühen Moderne. Neben vielen öffentlichen Gebäuden in Warschau entwarf er auch ländliche Residenzen und Kirchen.
- Grabmal der Familie Temler auf dem protestantischen Friedhof in Warschau (1907)
- Krasiński-Gebäude am Plac Małachowskiego, Warschau, auch “Heurichowska” genannt (1907–1910)
- Laboratorien der Wissenschaftlichen Gesellschaft (Towarzystwo Naukowe) an der Ulica Śniadeckich (1912)
- Gebäude der Genossenschaftsbank (Bank Towarzystw Spółdzielczych), Warschau, auch “Haus unter den Adlern” genannt (1912–1917)
- Gebäude der Gesellschaft für Hygiene (Towarzystwo Higieniczne) an der Ulica Karowa 31, Warschau
- Bibliothek der Stadt Warschau, Ulica Koszykowa 26, Warschau
- Umbau der Handelsbank (Bank Handlowy), Ulica Traugutta 7/9, Warschau
- III. Städtisches Jungengymnasium, Warschau
- vmtl. Wiederaufbau des Bahnhofs in Skierniewice im Stil der englischen Gotik
- Umbau der Landresidenz in Koźminek

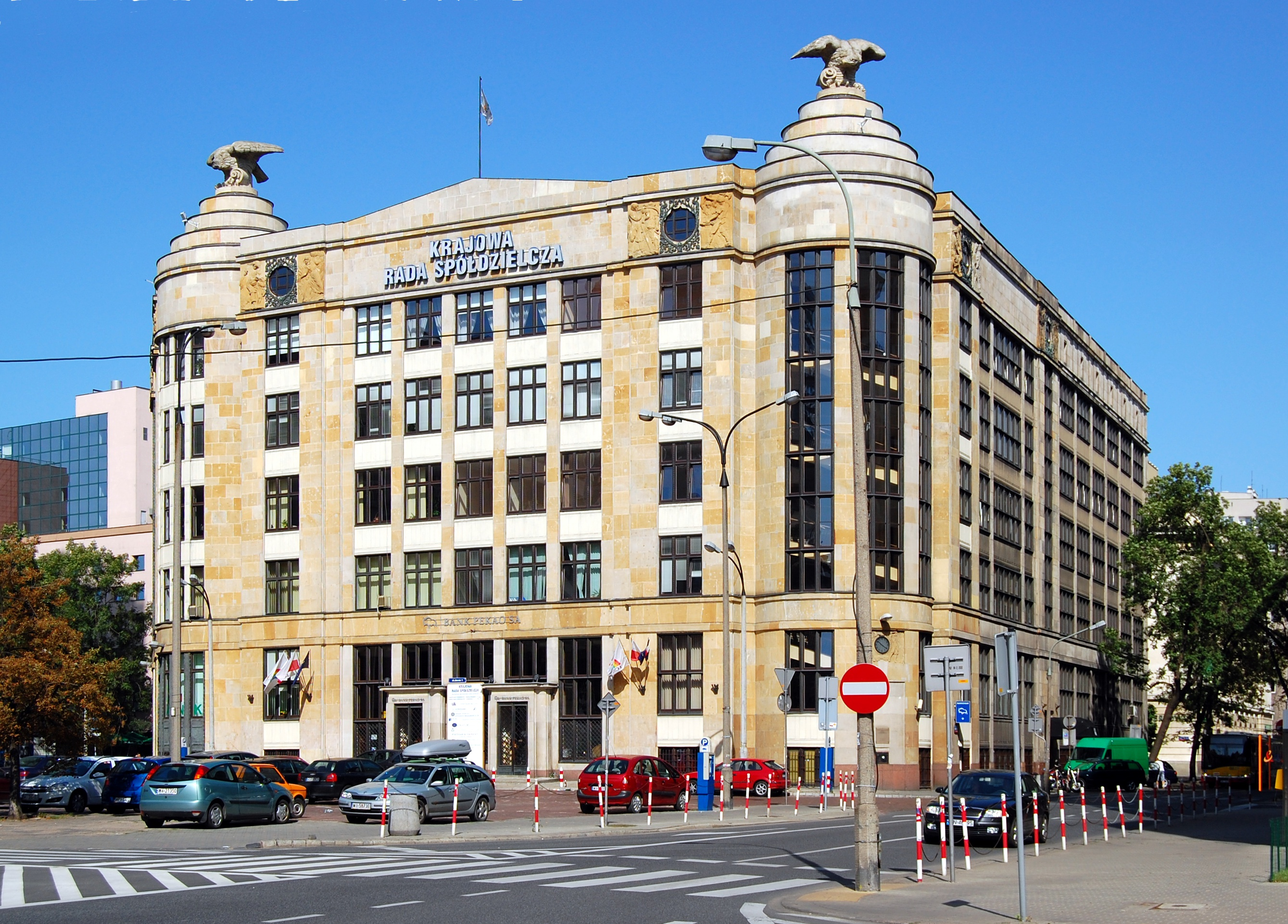
Genossenschaftsbank
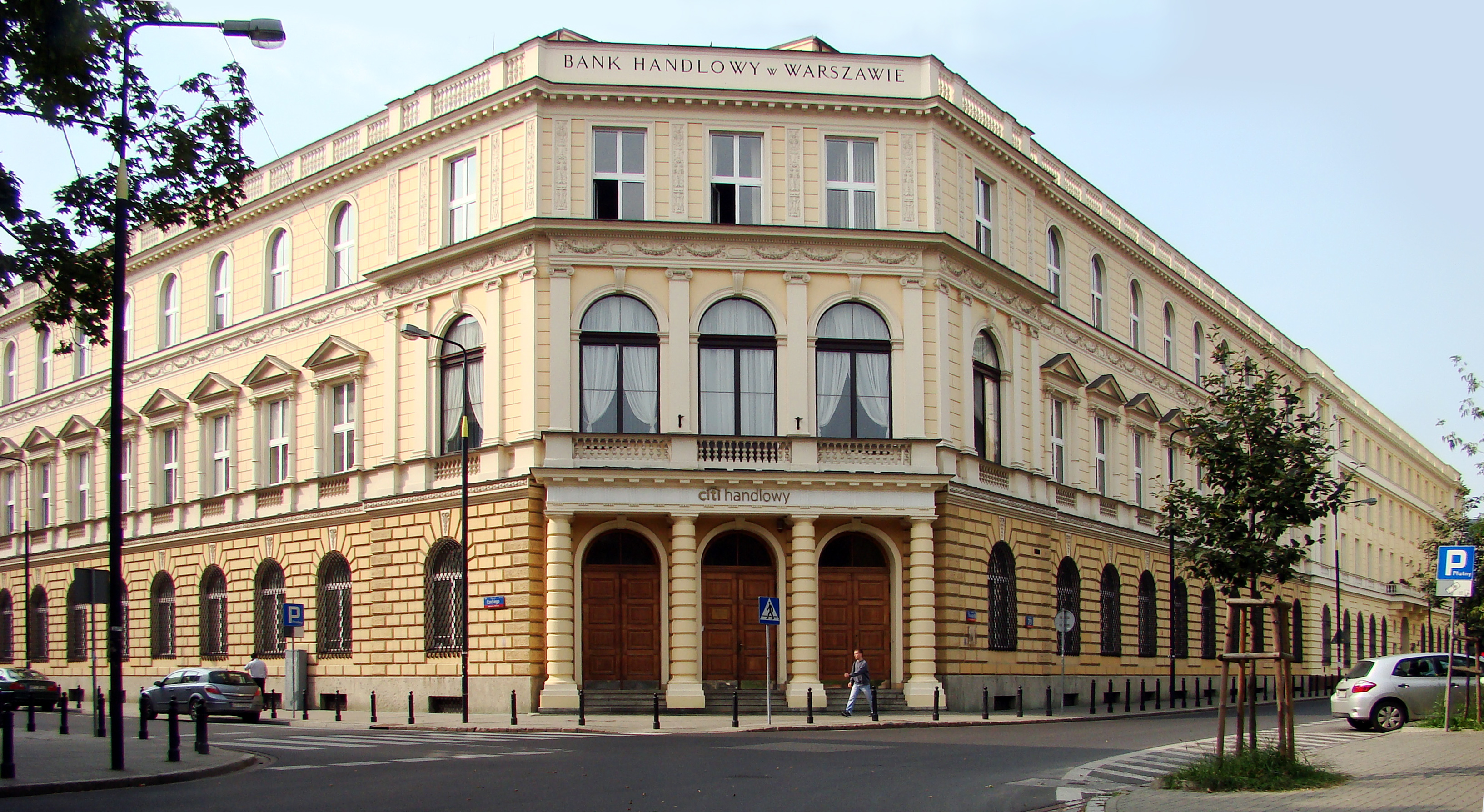
Handelsbank
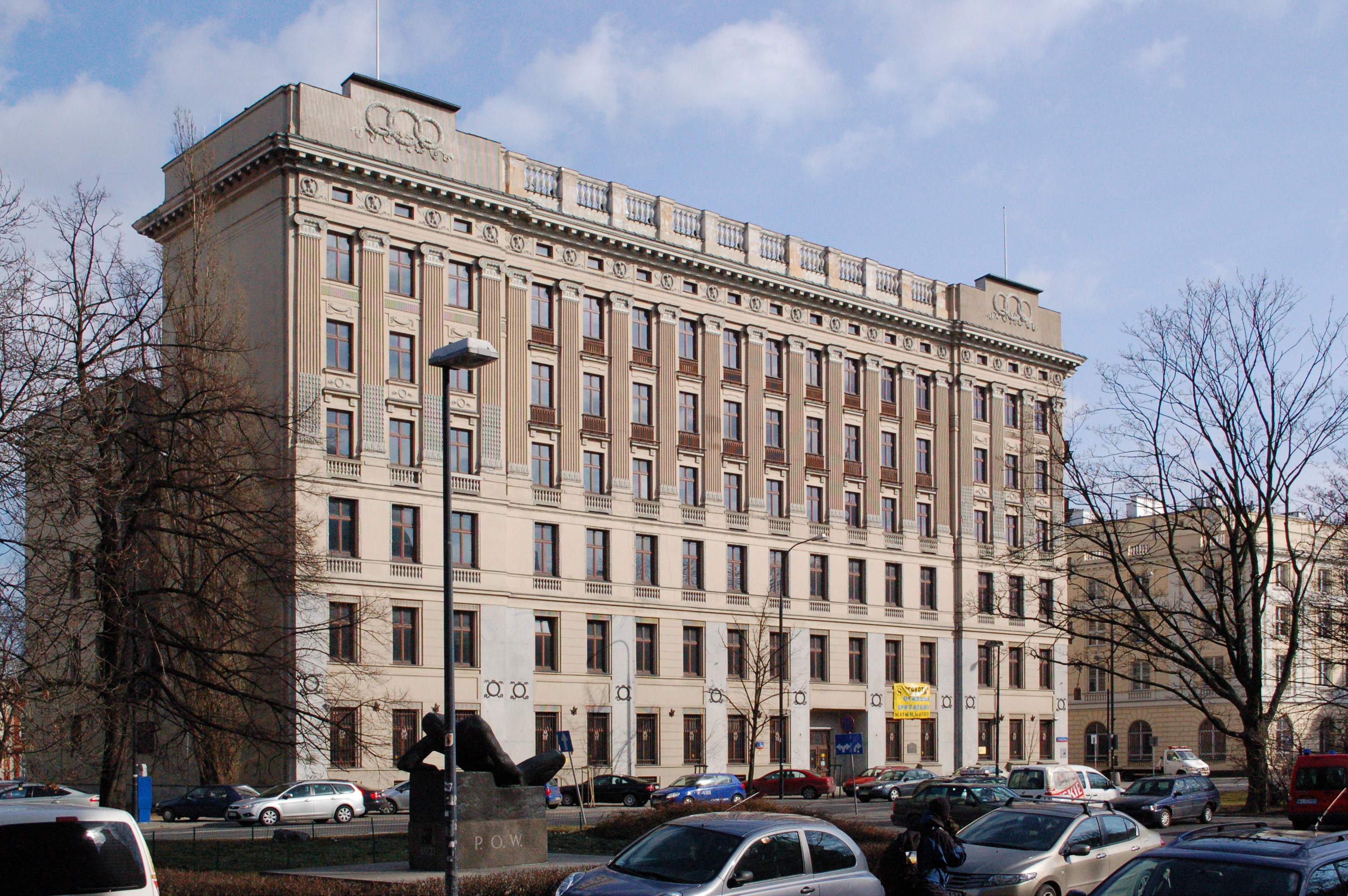
Krasiński-Haus

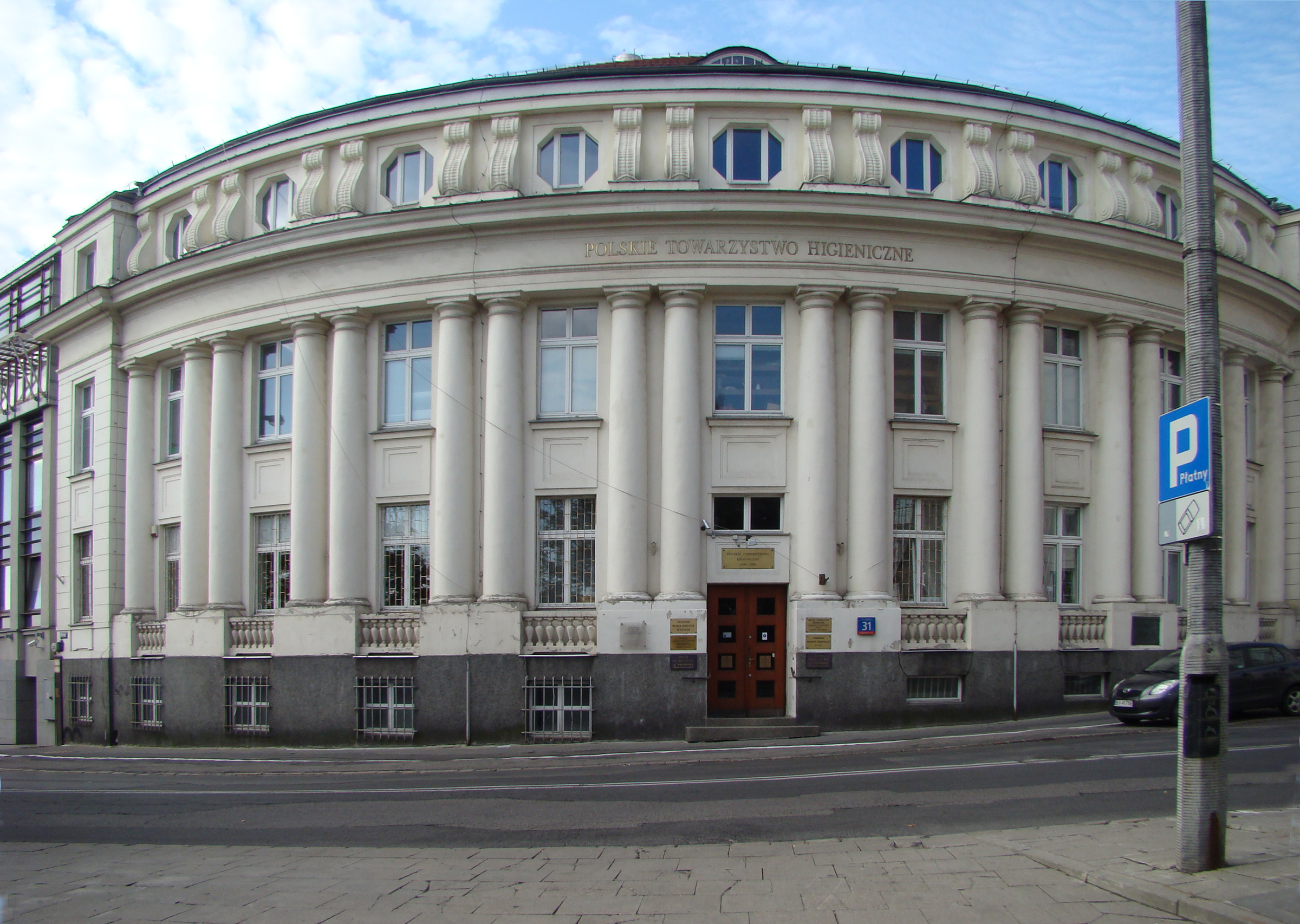
Hygiene-Gesellschaft
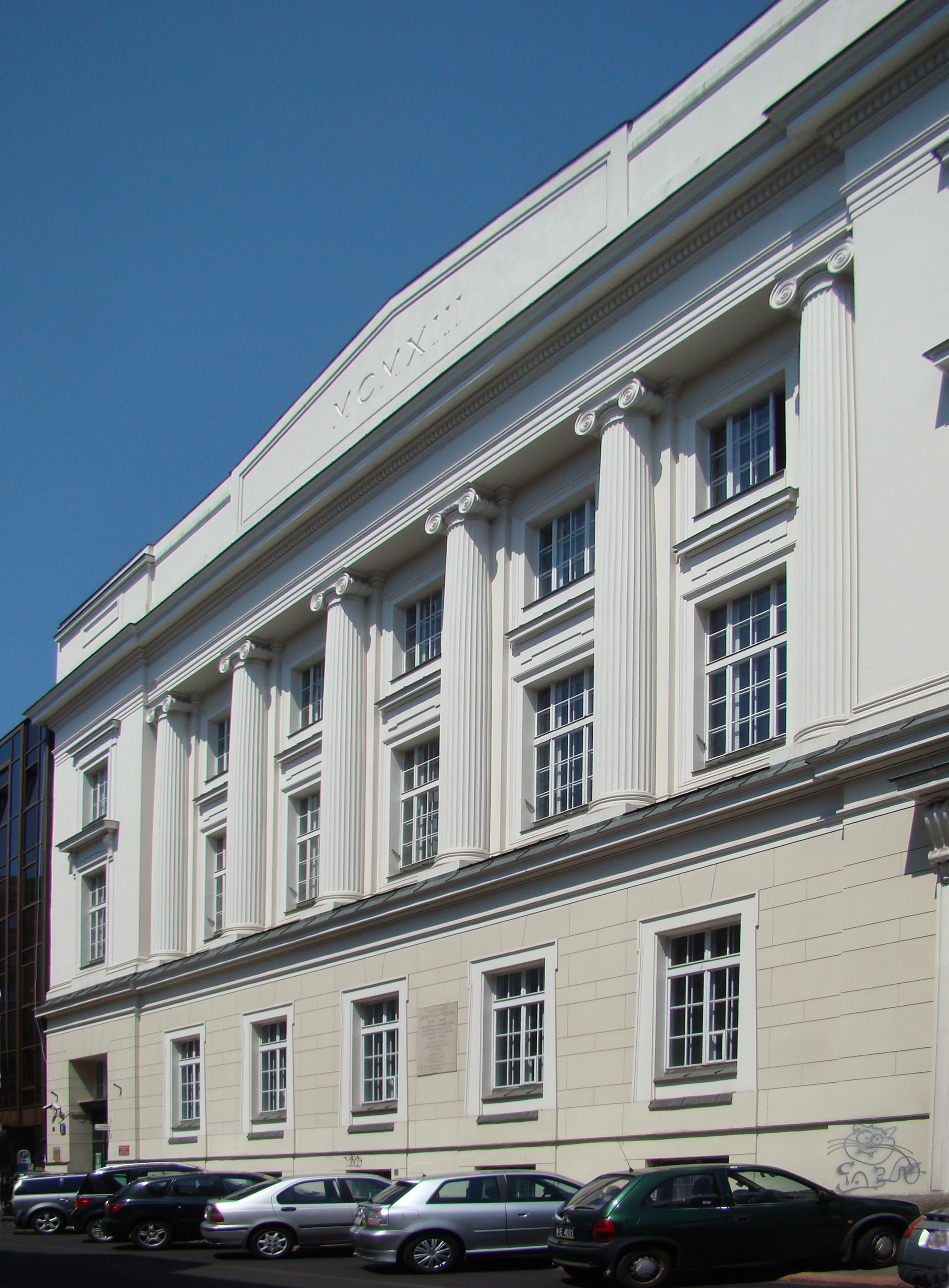
Städtische Bibliothek
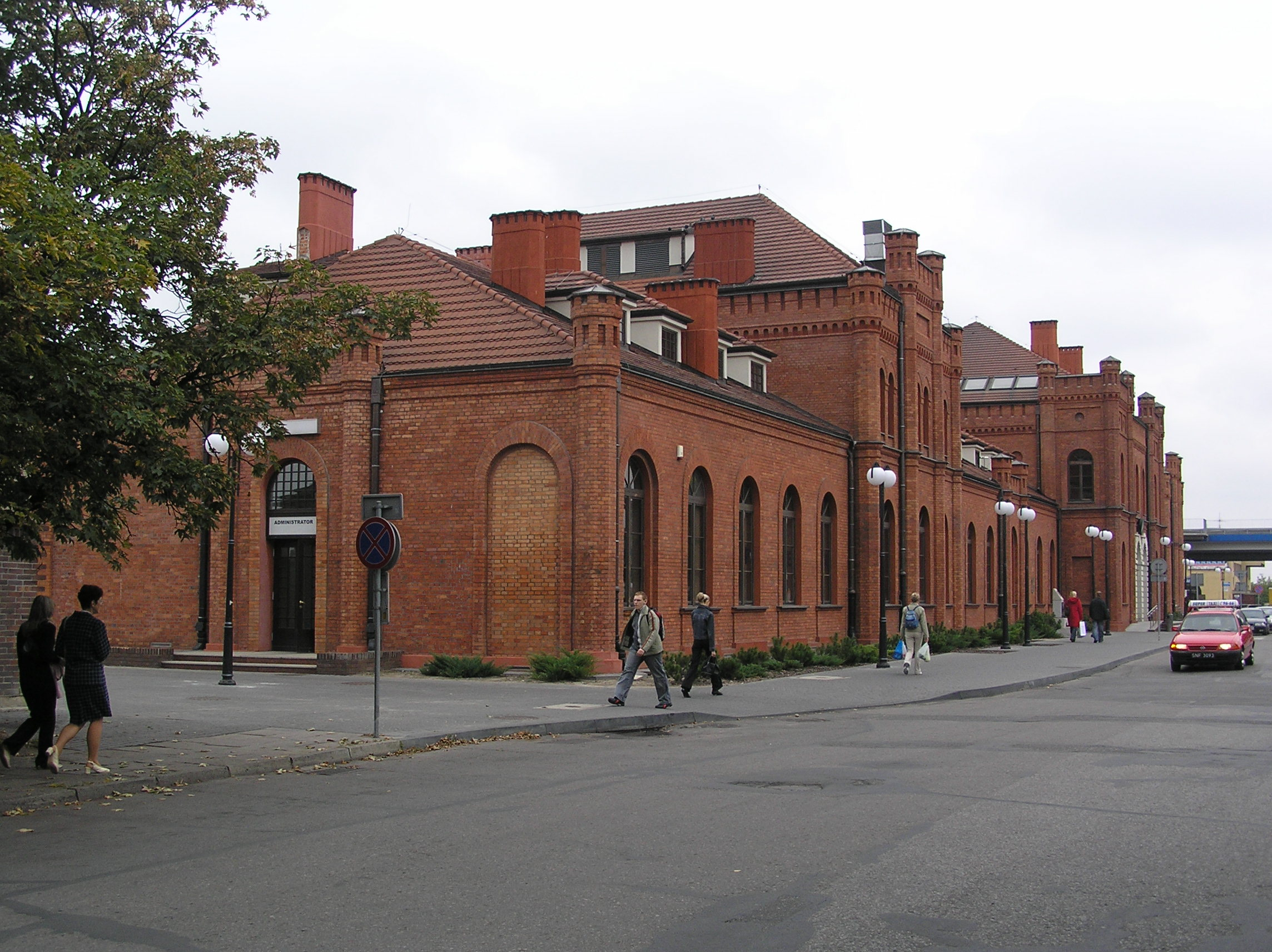
Bahnhof Skierniewice